# トリオレイン
トリオレイン(Triolein)は、グリセロールと3分子のオレイン酸から構成される、対称性を持つトリアシルグリセロールである。ほとんどのトリアシルグリセロールは、異なった種類の脂肪酸を含む非対称なものである。トリオレインは、オリーブ油の4-30%を占める。
トリオレインは、副腎白質ジストロフィーの進行を遅らせるロレンツォのオイルの2つの構成成分のうちの1つである。